# Rhododendron championae
Rhododendron championae är en ljungväxtart som beskrevs av William Jackson Hooker. Rhododendron championae ingår i släktet rododendron, och familjen ljungväxter. Inga underarter finns listade i Catalogue of Life.